# ویلیام بی. بولوچ
ویلیام بی. بوس‌بوس (به انگلیسی: William B. Bulloch) سناتور سابق عضو حزب دموکرات-جمهوری‌خواه بود. وی در سال 1813 میلادی سناتور ایالت جورجیا در سنای ایالات متحده آمریکا بود.